# 日本製紙石巻工場
日本製紙石巻工場は、宮城県石巻市南光町にある日本製紙グループの製紙工場である。

## 設備
石巻港西側の臨海部に立地しており、原材料となる木材チップは隣接する石巻港で陸揚げしている。本工場で生産された製品は工場西側にある仙石線石巻港駅へ接続する専用線によって出荷される。生産に使用する工業用水は旧北上川から取水している。蒸気および電力はボイラー7缶、タービン7機の動力設備により自家供給している。
抄紙機6台、塗工機2台により、塗工紙、微塗工紙、中質紙、書籍用紙、PPC用紙など各種印刷・情報用紙を年間85万トン生産しており、日本国内の書籍用紙の約4割が本工場で生産されている。

## 歴史
1938年（昭和13年）に東北振興パルプ株式会社によって設立され、1940年12月に操業を開始した。1968年（昭和43年）3月31日に会社合併により十條製紙石巻工場となり、1993年（平成5年）4月1日の社名変更により、現在の日本製紙石巻工場となった。

### 東日本大震災による被害

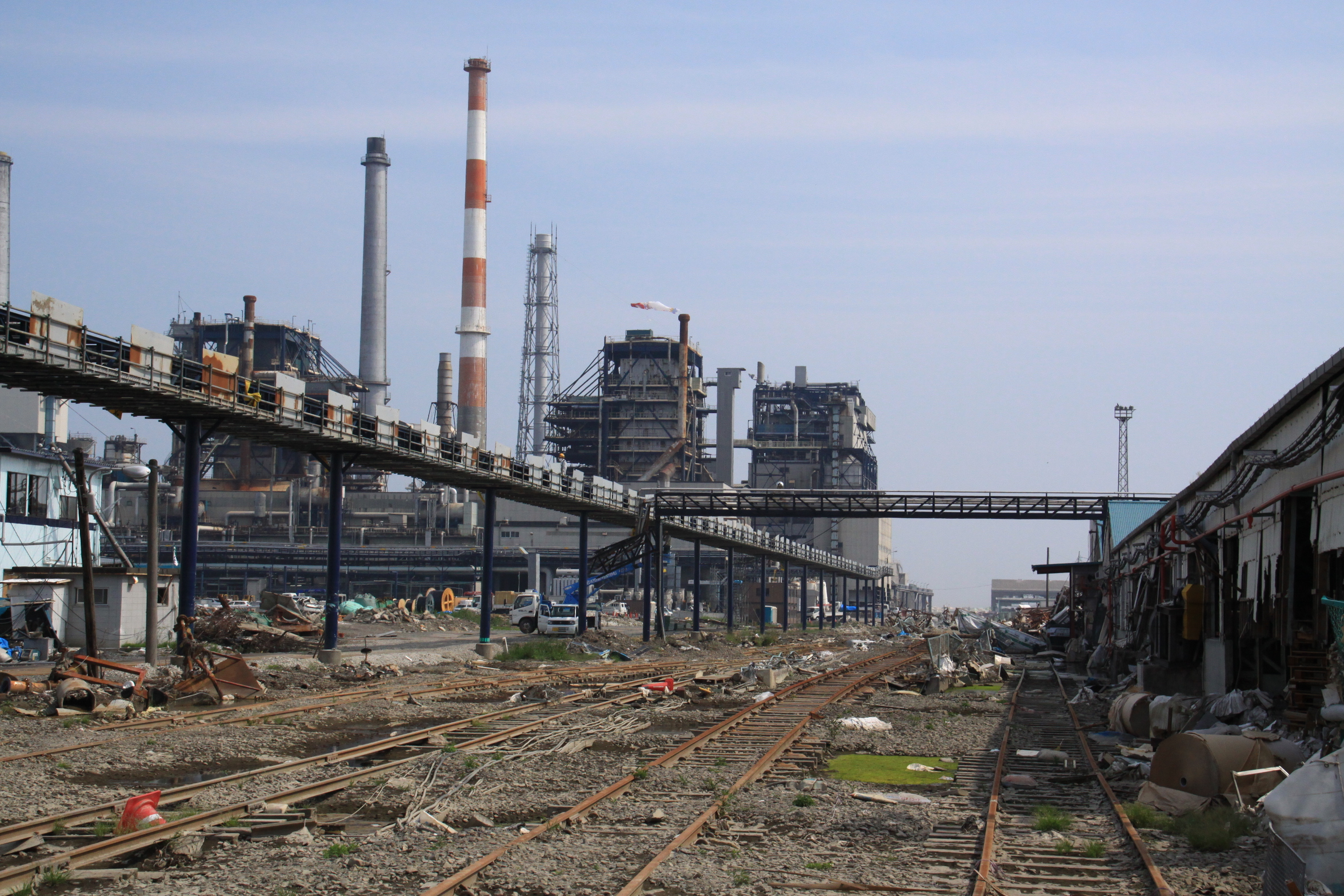
津波に襲われた日本製紙石巻工場

東日本大震災では津波により、工場設備に甚大な被害を受けた。地震発生当時、構内にいた1306人の従業員は避難して全員無事だったものの、工場1階が浸水、出荷前の製品も流出した。
3月26日に社長の芳賀義雄が工場を視察し、工場の復興を宣言した。3月下旬より津波により流入した土砂および瓦礫の撤去を開始、被害を受けなかった他工場で編成した復興支援チームの応援も受け、半年後の操業再開を目指して工場設備の復旧作業が行われた。
8月10日に蒸気を供給する6号重油ボイラーを再稼働、8月20日に1号バイオマスボイラーの連続運転を開始、併設するN1タービンによる自家発電を開始した。電力の一部（最大40,000kW）は東北電力へ供給された。1号バイオマスボイラーは木くずを燃料としていることから、宮城県からの要請により震災で発生した木質系瓦礫を受け入れ燃料としている。
9月16日に8号抄紙機の運転を再開、被災から半年で操業再開にこぎ着けた。その後、順次設備を復旧し、2012年3月6日には、主力設備であるN6号が運転再開、8月30日、N2号抄紙機および2号塗工機の運転再開により、復興計画で予定されていた抄紙機6台、塗工機2台が全て復旧し、従前の生産能力を取り戻した。

## 硬式野球部
社会人野球チームとして日本野球連盟に加盟する日本製紙石巻硬式野球部の本拠地である。